# Agatha Christie's Partners in Crime
Agatha Christie's Partners in Crime is een Engelse detectiveserie die zich afspeelt in de jaren twintig van de twintigste eeuw. De serie is gebaseerd op een aantal korte verhalen uit Agatha Christies boek Partners in Crime.
Tommy Beresford (een rol van James Warwick) en Tuppence Beresford (een rol van Francesca Annis) zijn een upper class stel met een luxe leventje, maar omdat zij zich vervelen nemen zij Blunt's International Detective Agency over.
Na het succes van het boek Partners In Crime, werd in 1982 de film The Secret Adversary geproduceerd en vervolgens kwam een verdere reeks van tien afleveringen tussen 1983-1984 tot stand.
In 2015 verscheen op de BBC een nieuwe serie onder de title Partners in Crime.

## Afleveringen
- The secret adversary (film)
- The Affair of the Pink Pearl
- The House of Lurking Death
- The Sunningdale Mystery
- The Clergyman's Daughter
- Finessing the King
- The Ambassador's Boots
- The Man in the Mist
- The Unbreakable Alibi
- The Case of the Missing Lady
- The Crackler